# مذهبی صورتی
مذهبی صورتی اصطلاحی است که بخشی از مقام‌ها و طرفداران نظام جمهوری اسلامی ایران به کسانی که از نظر مذهبی «تساهل و تسامح» دارند گفته می‌شود که با افراد غیر مذهبی نیز همزیستی و روابط نزدیکی دارند.